# Subzona 32
La Subzona 32 fue una de las parcelas territoriales militares establecidas en Argentina por su ejército de tierra durante el terrorismo de Estado.

## Historia

### Creación
La Subzona 32 integraba la Zona de Defensa 3 y estaba a cargo de las provincias de Jujuy, Salta y Tucumán. La Jefatura de la Subzona estaba a cargo del Comando de la V Brigada de Infantería, dependiente del Comando del III Cuerpo de Ejército, que a su vez respondía al Comando en Jefe del Ejército.

### El Operativo Independencia

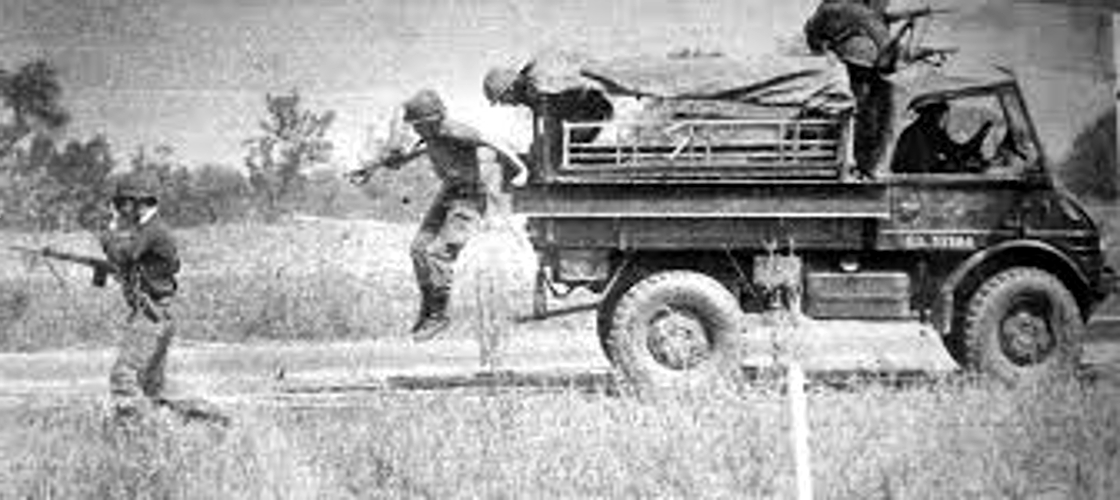
El Operativo Independencia, 1975.

Durante el Operativo Independencia, todas las unidades de la Subzona 32 participaron de las acciones represivas formando en conjunto fuerzas de tareas que desplegaron en Tucumán. A estas, se sumaron refuerzos del III Cuerpo y relevos de otras unidades del Ejército.

## Comandantes
Los comandantes de la Subzona 32:
- General de brigada Luciano Benjamín Menéndez (1972-1974)
- General de brigada Ricardo Muñoz (1975-1975)
- General de brigada Acdel Edgardo Vilas (1975-1976)
- General de brigada Antonio Domingo Bussi (1976-1977)
- General de brigada Luis Santiago Martella (1977-1979)
- General de brigada Miguel Ángel Podestá (1979-1980)
- General de brigada Julio César Ruiz (1980-1981)
- General de brigada Alberto Ramón Schollaert (1982-1982)
- General de brigada Raúl Federico Schirmer (1982-1983)

## Organización
La Subzona 32 se organizaba en:
- la Jefatura, que coincidía con el Comando de la V Brigada;
- el Área 321, que comprendía la provincia de Tucumán y estaba a cargo del Regimiento de Infantería 19 con asiento en San Miguel;[7]
- el Área 322, que abarcaba la provincia de Salta y era conducida por las unidades locales (Regimiento de Infantería de Monte 28 de Tartagal y Destacamento de Exploración de Caballería Blindada 141 (C-5) de Salta);[8]
- y el Área 323, compuesta por la provincia de Jujuy y comandada por la guarnición de San Salvador (Regimiento de Infantería de Montaña 20 y Grupo de Artillería de Montaña 5).[9]